# پیت فان کاتوایک
پیت فان کاتوایک (به هلندی: Piet van Katwijk؛ ۲۷ فوریهٔ ۱۹۵۰ – ۲۴ فوریهٔ ۲۰۲۵) دوچرخه‌سوار اهل هلند بود.
از باشگاه‌هایی که وی در آن‌ها رکاب زده‌است، می‌توان به تی‌آی-رالی اشاره کرد.
وی، برادر فونس فان کاتوایک می باشد.

## درگذشت
کاتوایک در ۲۴ فوریهٔ ۲۰۲۵، سه روز قبل از تولد ۷۵ سالگی‌اش درگذشت.